# 路易斯·阿蒙森
路易斯·阿蒙森（英語：Louis Amundson，1982年12月7日—），美国NBA联盟前职业篮球运动员。